# Materniano di Reims
Materniano (... – 7 luglio 368) è stato il settimo  vescovo di Reims. È venerato come santo dalla Chiesa cattolica.

## Biografia
Non vi sono testimonianze circa la sua vita. Pare che sia stato vescovo fra il 348 e il 359 circa, che le sue reliquie fossero state regalate a Luigi re di Germania, e che la sua festa fosse fissata il 30 aprile.